# Marialejandra Martín
Marialejandra Martín Castillo (Caracas, 23 de noviembre de 1964), también conocida como María Alejandra Martín y Mariale Martín, es una actriz y realizadora venezolana. Reconocida por sus papeles en las telenovelas Por estas calles, de Ibsen Martínez, Juana, la virgen, de Perla Farías, Cosita rica, de Leonardo Padrón, Carmen Querida, de Salvador Garmendia y Señora, de José Ignacio Cabrujas.

## Biografía
Actriz y realizadora venezolana. Inicia su carrera en el cine como protagonista del largometraje Ifigenia 1986, de Iván Feo. Se forma en el Taller del Actor con Enrique Porte, María Teresa Haiek y Santiago Sánchez –este último, director de su primera obra profesional, Las Aventuras del Célebre Detective Harry Dickson, de Ricardo García–, y en el Grupo Actoral 80, con Juan Carlos Gené, Verónica Oddó, Felicia Canetti y Alberto Ísola. Contratada por Radio Caracas Televisión, protagoniza diversos programas, seriados y telenovelas, entre ellas Por estas calles 1992-1994, uno de los de mayor audiencia en la historia de la televisión venezolana. En 1994 funda su casa productora La Caja Teatro y produce la obra El Cisne, de Elizabeth Egloff, bajo la dirección de Alberto Isola, con temporadas en Caracas y en Lima. En 1998 se muda a la ciudad de Nueva York para estudiar en el Instituto de Teatro y Cine Lee Strasberg. Sus maestros: George Loros, Robert Castle, Pennie DuPont, Geoffrey Horne, Jeffrey Ferguson, Ilka Lomonaco, Jan Douglas y Michael Margotta. En 2001, regresa a Venezuela contratada por RCTV, para la telenovela Juana, la virgen, funda la agrupación Teatro Ensayo Lagunita junto al actor y director Hernán Marcano y se inicia en la dirección. En 2005 es contratada como actriz por Venevision Productions, Miami, para trabajar en la primera telenovela de esa casa productora. A su regreso a Venezuela, traduce, produce y actúa en la obra Más Allá de la Terapia de Christopher Durang, bajo la dirección de Carlos Porte, con quien más adelante coproduce el largometraje independiente Sólo para tus Ojos, dirigido por Porte. En 2008 es contratada como Directora Artística fundadora de la sala Teatrex, Caracas. Por su trabajo en cine, teatro y televisión, ha participado en diversos festivales nacionales e internacionales, entre ellos, el Festival de Cine de Calcutta, India y en la edición 46 de la Semana Internacional de Cine en Valladolid, SEMINCI, donde en 2001 formó parte del Jurado de la Sección Oficial. Desde 1986 trabaja en cine, televisión y teatro –donde se desempeña como actriz, productora y directora– y continúa su formación en diversas áreas del cine con profesionales del cine venezolano, entre ellos Thaelman Urgelles, Carmen La Roche, Luisa de la Ville, Maria Alejandra Yepez, Héctor Moreno e Iván Feo. En 2018 y 2019 completa los diplomados en Cinematografía y Dirección Cinematográfica de la Escuela Nacional de Cine (ENC) como alumna de Rafael Marziano, Luis Alberto Lamata y Laura Goldberg, entre otros. Su primer cortometraje Qué hago yo aquí (2019) (productora, guionista, directora) fue seleccionado en más de 20 festivales internacionales y representó a Venezuela en la muestra FIACINE: Mujeres en Corto. Su segundo cortometraje Ritorno (2023) (productora, guionista, directora) coescrito con Natasha Isabela Martinez, se rueda con fondos obtenidos a través de una campaña de recaudación que atrae a más de 80 patrocinadores y, posteriormente, recibe apoyo del Centro Nacional Autónomo de Cinematografía de Venezuela para su postproducción. Su primer proyecto de largometraje Los encantos de la culpa (guionista) fue seleccionado en el X Taller Internacional de Guion del Bolivia Lab Cine que da vida, donde contó con la tutoría de Nicolás Buenaventura y el proyecto resultó beneficiado con los incentivos de Art Founding y Filmarket Hub. Su segundo proyecto de largometraje ZUASS se fue la Luz (productora, directora, guionista) coescrito con Thaelman Urgelles y Malena Roncayolo, fue beneficiado para “Desarrollo de Proyecto de Largometraje” en la convocatoria del Centro Nacional Autónomo de Cinematografía CNAC de 2023.

## Teatro
- El Principio de Arquimedes, de Josep Maria Miró. Dirigida por Rafael Barazarte.
- El Mistral, de Miguel Issa Dirigida por Miguel Issa.
- Esperando al Italiano, de Mariela Romero. Dirigida por Tullio Cavalli.
- Los Humanos, de Stephen Karam. Dirigida por Ricardo Nortier.
- Espectros, de Henrik Ibsen. Dirigida por Isaac de Castro.
- Pero tenemos Tania. Producida por Jorgita Rodríguez.
- Relatos borrachos, de Enrique Salas.
- El truco de la cama, de Matt Moses. Dirigida por Orlando Arocha y Elvis Chaveinte.
- Casa en orden, de Ana Teresa Sosa.
- Un busto al cuerpo, de Ernesto Caballero.
- Mientras te olvido, de Andrés Correa Guatarasma.
- El jardín de los cerezos, de Antón Chéjov. Dirigida por Juan Souki.
- Port-Royal, de Juan Martínez de la Vega. Dirigida por Juan Jose Martin Soto.
- Decadence, de Steven Berkoff. Dirigida por Orlando Arocha.
- Cita a ciegas, de Mario Diament. Dirigida por Daniel Uribe.
- Cascanueces Flamenco. Dirigida por Juan Souki.
- Ladrona de almas, de Pavel Kohout.
- Tócala de nuevo (Play it again, Sam), de Woody Allen. Dirigida por Michel Hausmann.
- Más allá de la terapia, de Christopher Durang. Dirigida por Carlos Porte
- Las criadas, de Jean Genet. Dirigida por Karl Hoffmann.
- Cecé, de Luigi Pirandello.
- Trabajos de amor perdidos, de William Shakespeare. Dirigida por Santiago Sánchez.
- El cisne, de Elizabeth Egloff. Dirigida por Alberto Ísola.
- Profundo, de José Ignacio Cabrujas. Dirigida por César Bolívar.
- Y las mujeres también, de Fausto Verdial.
- El cuarto de Verónica, de Ira Levin.
- Las aventuras del célebre detective Harry Dickson, de Ricardo García (dramaturgo).
- Señor Bolero, de Hernán Marcano.
- Pareja perfecta (Perfect couple), de Hernán Marcano.

## Cine
- Ritorno (2023), de Marialejandra Martin.
- Machera (2023), de Jackson Gutierrez.
- La Torta (2022), de Carlos Novella.
- Bridges (2021), de Maria Corina Ramirez.
- Qué hago yo aquí (2019), de Marialejandra Martin.
- Historias pequeñas (2019), de Rafael Marziano.
- Nena, salúdame al Diego (2013), de Andrea Herrera Catalá.
- Esclavo de Dios, de Joel Novoa Shneider.
- Solo para tus ojos, de Carlos Porte.
- Travesía (2018), de Jesús Rondón.
- Patas arriba (2011), de Alejandro García Wiedeman.
- Amorcito, corazón (2009), de Carmen Roa.
- Perros corazones (2008), de Carmen La Roche.
- Señor presidente (2007), de Rómulo Guardia.
- Night light, de Eric Meyer Escobar.
- In search of the unknown island, de Davi Khamis.
- Auriga, de Carmen Roa.
- Tosca, de Iván Feo.
- Entre golpes y boleros, de John Dickinson.
- Ifigenia, de Iván Feo.

## Televisión
- Entre tu amor y mi amor (2016). Como Columba Buendía de Morales. Venevisión, Caracas.
- Escándalos (2015). Capítulo: Asuntos de Familia. Como Isabel Calderón de Leroux. Televen, Caracas.
- Demente criminal (2015). Como Helena González. Venevisión, Miami.
- Libres como el viento (2009-2010). Como Rafaela Marcano. RCTV Internacional, Caracas.
- La Trepadora (2008). Como Adelaida Salcedo de Guanipa. RCTV Internacional, Caracas.
- Aunque mal paguen (2007-2008). Como Thaís. Venevisión, Caracas.
- Por todo lo alto (2006). Como Divina Alegría. RCTV, Caracas.
- Soñar no cuesta nada (2005-2006). Como Olivia Rosas de Hernández. Venevisión, Miami.
- Cosita rica, de Leonardo Padrón (2003-2004) Como Lara de Santana. Venevisión, Caracas.
- Juana, la virgen, de Perla Farías (2002). Como Ana María Pérez. RCTV, Caracas.
- Conserjes, de Carlos Perez (1997). Como Marcia. RCTV, Caracas.
- Los Amores de Anita Peña, de Carlos Perez (1996). Como Anita Peña. RCTV, Caracas.
- Por estas calles, de Ibsen Martínez (1992-1994). Como Euridice Briceño y Eva Marina. RCTV, Caracas.
- Carmen querida, de Salvador Garmendia (1990) Como Carmen Cecilia. RCTV, Caracas.
- Amanda Sabater, de Ibsen Martínez (1989). Como Isabel Padilla. RCTV, Caracas.
- Señora, de Jose Ignacio Cabrujas (1988). Como Irina Perdomo Méndez. RCTV, Caracas.
- Roberta, de Delia Fiallo (1987) RCTV, Caracas.